# Casa rectoral (Santa Coloma de Gramenet)
La Casa rectoral de Santa Coloma de Gramenet (Barcelonès) és una obra del 1915 protegida com a bé cultural d'interès local.

## Descripció
És interessant el tractament de les façanes de pedra, que harmonitza amb l'església adjacent i amb les tanques que delimiten el solar. L'edifici, de semisoterrani i tres pisos, juga amb l'esglaonament de volums, sobretot a la zona d'entrada, on una escaleta porta a un porxo sostingut per una senzilla columna de capitell jònic. Les façanes combinen simetria i asimetria.

## Història
Es va construir al mateix temps que la nova Església Major de Santa Coloma, amb la que forma conjunt.